# Maralinga
Maralinga – obszar położony w zachodniej części stanu Australia Południowa na obszarze Strefy Zakazanej Woomera. Pierwotnie zamieszkana przez Aborygenów – Tjarutja z grupy etnicznej Pitjantjatjara. W latach 50. i 60. XX wieku obszar ten był wykorzystany przez Wielką Brytanię do badań nad bronią atomową. W styczniu 1985 roku Parlament Australii Południowej wydał ustawę (Maralinga Tjarutja Land Rights Act), na mocy której obszar Maralinga został zwrócony rdzennej ludności.
Obszar zamieszkany jest przez 105 rdzennych mieszkańców (dane z 2006 roku).
Maralinga jest położona na średniej wysokości 290 m n.p.m. Najwyższe temperatury odnotowuje się w styczniu i wynoszą średnio 33,2 °C, natomiast najniższe – w lipcu, kiedy to temperatury minimalne wynoszą średnio 6,5 °C. Roczna suma opadów wynosi 224,5	mm.